# دوغلاس دبليو. شوارتز
دوغلاس دبليو. شوارتز (بالإنجليزية: Douglas W. Schwartz)‏ هو عالم آثار أمريكي، ولد في 29 يوليو 1929 في إيري في الولايات المتحدة، وتوفي في 29 يونيو 2016.